# Born to Run
| 전문가 평가                   | 전문가 평가 |
| 평가 점수                     | 평가 점수   |
| 출처                          | 점수        |
| ----------------------------- | ----------- |
| AllMusic                      | [ 3 ]       |
| Chicago Tribune               | [ 4 ]       |
| Christgau's Record Guide      | A           |
| Encyclopedia of Popular Music | [ 6 ]       |
| Mojo                          | [ 7 ]       |
| MusicHound Rock               | 5/5         |
| Q                             | [ 9 ]       |
| The Rolling Stone Album Guide | [ 10 ]      |
| Sputnikmusic                  | 5/5         |
| Uncut                         | [ 7 ]       |

《Born to Run》은 미국의 싱어송라이터 브루스 스프링스틴의 세 번째 스튜디오 음반이다. 주류로 진입하려는 그의 노력으로, 이 음반은 상업적으로 성공을 거두었고, 빌보드 200에서 3위를 차지했고 결국 미국에서 6백만 장의 음반을 팔았다. 〈Born to Run〉과 〈Tenth Avenue Freeze-Out〉이라는 두 곡이 음반에서 발매되었는데, 첫 번째 싱글곡은 스프링스틴이 주류로 인기를 얻는 데 도움을 주었다. 〈Thunder Road〉, 〈She's the One〉 그리고 〈Jungleland〉는 AOR 라디오와 스프링스틴 콘서트 하이 포인트의 정점이 되었다.
《Born to Run》은 1975년 8월 25일, 컬럼비아 레코드에 의해 처음 발표되었을 때 널리 호평을 받았다. 그 이후로 이 음반은 대중 음악계에서 가장 위대한 음반 중 하나로 간주되어 왔다. 2005년 11월 14일, 이 음반의 30주년 기념 리마스터가 DVD 2개, 즉 제작 일지 영화와 콘서트 영화를 포함한 박스 세트로 출시되었다.
이 음반은 베테랑 마스터링 엔지니어인 밥 루드윅이 1982년부터 스프링스틴의 오디오 출력물 대부분을 작업하면서 그의 첫 7장 음반의 리마스터드 에디션으로 구성된 박스 세트인 《The Album Collection Vol. 1973–1984》의 일부로서 발매하기 위해 2014년에 다시 리마스터드되었다. 이후 싱글 디스크로도 리마스터드 형태로 발매되었다.

## 녹음
스프링스틴은 1974년 5월에 음반 작업을 시작했다. 상업적으로 실행 가능한 레코드에서 최후의 노력으로 막대한 예산을 지원받았던 스프링스틴은 녹음 과정에서 월 오브 사운드를 만들기 위해 애쓰다가 꼼짝 못하게 되었다. 하지만, 〈Born to Run〉의 초기 믹스가 거의 12개의 라디오 방송국에 발매되면서, 음반 발매에 대한 기대감이 커졌다.
스프링스틴은 전작에 비해 작곡이 발전한 점을 주목했다. 《Greetings from Asbury Park, N.J.》나 《The Wild, the Innocent & the E Street Shuffle》과는 달리, 《Born to Run》은 더 많은 관객들이 이 곡들을 더 쉽게 알 수 있도록 하기 위해 뉴저지에 있는 장소들에 대한 구체적인 언급을 거의 포함하지 않는다. 스프링스틴은 또한 그의 가사에서 〈Born to Run〉을 언급하며 "사랑과 자유에 대한 청소년기의 정의를 남긴 음반은 그 구분선이었다"고 말했다. 게다가, 스프링스틴은 이전 두 음반보다 스튜디오에서 곡을 다듬는 데 더 많은 시간을 보냈다.
전체적으로, 이 음반은 녹음하는 데 14개월 이상이 걸렸고, 6개월 동안만 〈Born to Run〉이라는 곡 자체에 소비되었다. 이 기간 동안 스프링스틴은 스튜디오의 다른 사람들에게 설명할 수 없는 "머리 속에서 들리는 소리"를 들었다고 말하며 음반에 대한 분노와 좌절감으로 싸웠다.
이 과정에서 스프링스틴은 제작을 돕기 위해 존 랜도를 데려왔다. 이것이 프로듀서이자 매니저인 마이크 아펠과 스프링스틴의 관계가 단절된 시작이었고, 이후 랜도는 두 가지 역할을 모두 맡았다. 이 음반은 스프링스틴이 피아니스트 로이 비탄과 드러머 맥스 와인버그가 참여한 첫 음반이다(데이비드 샌셔스와 어니스트 카터가 각각 피아노와 드럼을 연주했지만, 밴드를 떠나기 전인 1974년 8월에 끝난 타이틀곡에서 연주했다).
이 음반은 각 곡의 음색 (모든 음반은 기타가 아닌 피아노로 작곡되었다)을 설정하기 위한 소개와 필 스펙터 같은 "월 오브 사운드" 편곡과 프로듀싱을 위한 것으로 유명하다. 스프링스틴은 《Born to Run》이 "로이 오비슨이 스펙터가 프로듀싱한 밥 딜런을 노래하는 것처럼 들리기를 원한다"고 말했다. 대부분의 곡들은 처음에 스프링스틴, 와인버그, 비탄, 그리고 베이시스트 게리 탈렌트로 구성된 핵심 리듬 섹션 밴드로 녹음되었고, 다른 멤버들의 기여가 더해졌다.

## 커버 아트

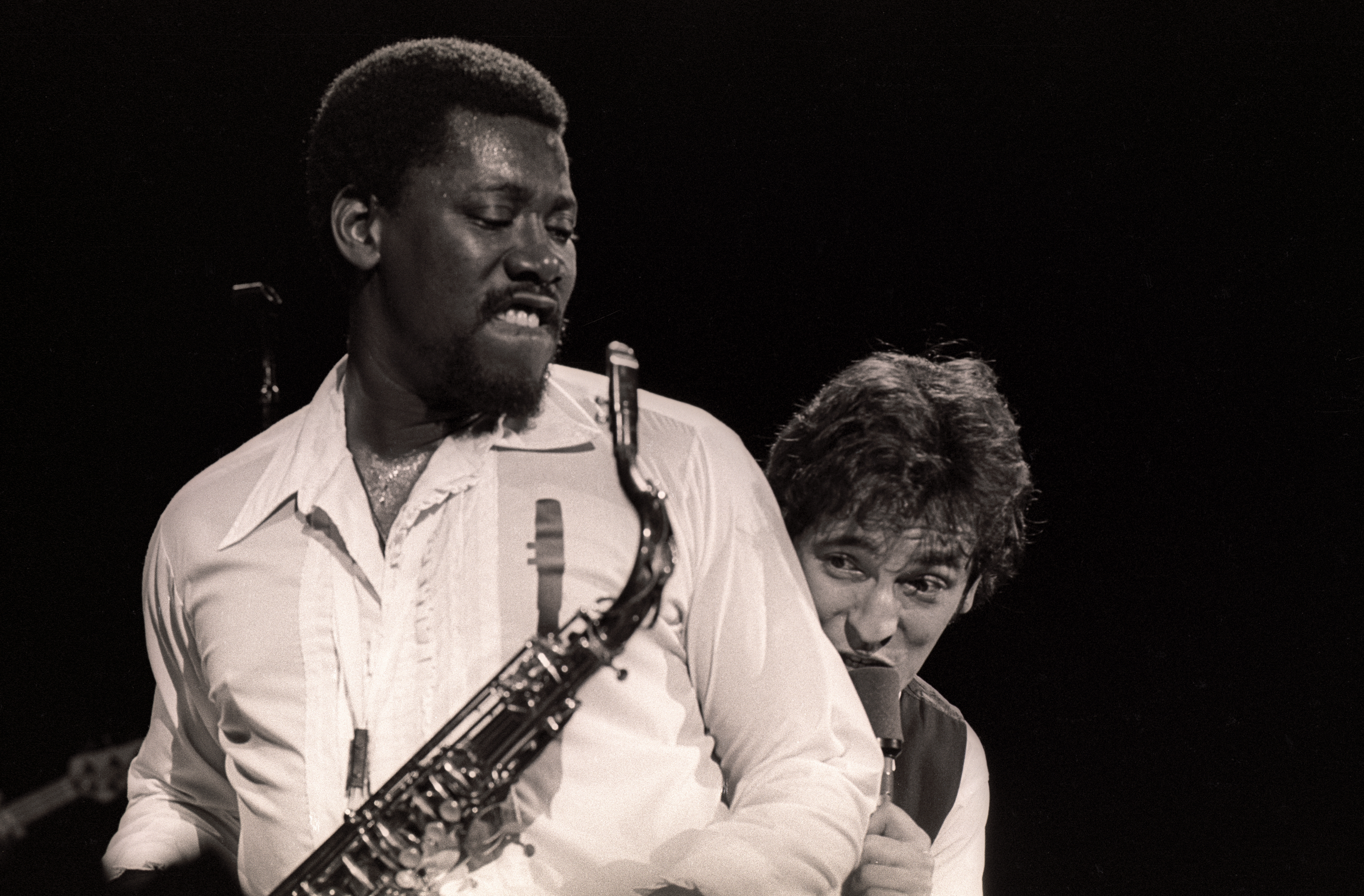
《Born to Run》의 커버 아트는 E 스트리트 밴드 색소폰 연주자 클래런스 클레먼스 (왼쪽)의 어깨에 기대고 있는 스프링스틴 (오른쪽)을 특징으로 한다.

《Born to Run》의 커버 아트는 1975년 6월 20일, 사진가 에릭 미올라가 자신의 개인 스튜디오에서 촬영한 것이다. 스프링스틴은 바쁜 녹음 일정 때문에 촬영 날짜를 여러 차례 놓쳤고, 결국 촬영장에 도착했을 때는 자신이 커버에 함께 넣고 싶어 했던 클래런스 클레먼스를 동행했다. 미올라는 세 시간 동안 총 900장의 사진을 촬영했으며, 이 중에는 스프링스틴이 소화전 아래에 앉아 있거나, 라디오를 조율하거나, 기타를 들고 있는 모습도 포함되어 있었다. 사용되지 않은 사진 일부는 컬럼비아 레코드에서 광고용으로 활용되었다.
선택된 흑백 사진에서, 스프링스틴은 기타를 들고 클레먼스에게 기대어 서 있다. 스프링스틴은 검은 가죽 재킷을 입고 있으며, 클레먼스는 줄무늬가 있는 흰 셔츠에 검은 모자를 쓰고 있다. 미올라는 이 사진이 명백한 압도적 선택이었다고 말하며, "나는 인쇄하기는 거의 불가능하지만, 만약 완벽하게 인쇄된다면 아름답고, 어떤 면에서는 순수하면서도 거리의 감각이 있는 그런 사진을 원했다"고 말했다. 스프링스틴의 기타 스트랩에는 엘비스 프레슬리 배지가 달려 있는데, 이는 그가 음악가로서 프레슬리에게 받은 영향을 나타내기 위해 착용한 것이다. 그의 기타는 펜더 에스콰이어 넥이 달린 펜더 텔레캐스터로 , 이후 《Live 1975–85》 (1986년), 《Human Touch》 (1992년), 《Greatest Hits》 (1995년) 음반의 커버에도 등장했다. 《Born to Run》 커버는 2011년 《롤링 스톤》 독자 투표에서 역대 최고의 음반 커버 중 하나로 선정되었고, 데이비드 마서는 이를 "클래식"이자 "록 역사상 가장 아이코닉한 이미지 중 하나"라고 불렀다.

## 라이브 퍼포먼스
《Born to Run》의 곡들은 1974년 중반에 라이브로 공연되었고 1975년까지 모두 스프링스틴의 쇼에 진출했고(드물게 〈Meeting Across the River〉를 제외하고), 2018년까지 투어에서 그의 콘서트의 단골 메뉴가 되었다. 스프링스틴과 E 스트리트 밴드는 2008년 5월 7일, 뉴저지주 레드뱅크에 있는 카운트 베이시 극장에서 열린 자선 공연에서 처음으로 《Born to Run》을 전곡과 순서로 공연했다. 그것은 2009년 9월 20일, 일리노이주 시카고의 유나이티드 센터에서 열린 쇼와 2009년 가을 Working on a Dream Tour에 대한 몇몇 다른 쇼에서 다시 공연되었다. 스프링스틴은 2013년 봄 여름 그의 Wrecking Ball Tour를 공연하는 동안, 비록 그 몇 배의 공연이 실제 세트 리스트에 포함되지 않았고 그것이 놀라움이나 요청으로 공연되었음에도 불구하고 다시 음반 전체를 공연하기 시작했다.
2013년 6월 20일, 영국 코번트리의 코번트리 시티 FC의 본고장인 리코 아레나에서 스튜디오 음반이 공연되어 전날 심장마비로 사망한 배우 제임스 갠돌피니의 추모에 헌정되었다. 2014년 3월 2일, 뉴질랜드 오클랜드의 마운트 스마트 아레나에서 4만 명의 팬들을 위해 스튜디오 음반을 공연하였다.

## 곡 목록
모든 곡들은 브루스 스프링스틴에 의해 작사/작곡하였다.
| #  | 제목                        | 재생 시간 |
| -- | --------------------------- | --------- |
| 1. | 〈Thunder Road〉            | 4:49      |
| 2. | 〈Tenth Avenue Freeze-Out〉 | 3:11      |
| 3. | 〈Night〉                   | 3:00      |
| 4. | 〈Backstreets〉             | 6:30      |

| #  | 제목                         | 재생 시간 |
| -- | ---------------------------- | --------- |
| 1. | 〈Born to Run〉              | 4:31      |
| 2. | 〈She's the One〉            | 4:30      |
| 3. | 〈Meeting Across the River〉 | 3:18      |
| 4. | 〈Jungleland〉               | 9:34      |

## 인증
| 국가                                                                                         | 인증        | 판매량/출하량 |
| -------------------------------------------------------------------------------------------- | ----------- | ------------- |
| 오스트레일리아 (ARIA)                                                                        | 2× 플래티넘 | 140,000^      |
| 캐나다 (뮤직 캐나다)                                                                         | 2× 플래티넘 | 200,000^      |
| 핀란드 (Musiikkituottajat)                                                                   | 골드        | 25,000        |
| 프랑스 (SNEP)                                                                                | 골드        | 100,000*      |
| 아일랜드 (IRMA) 30th Anniversary                                                             | 골드        | 7,500^        |
| 이탈리아 (FIMI) sales since 2009                                                             | 골드        | 25,000*       |
| 네덜란드 (NVPI)                                                                              | 골드        | 50,000^       |
| 뉴질랜드 (RMNZ)                                                                              | 플래티넘    | 15,000^       |
| 스페인 (PROMUSICAE)                                                                          | 골드        | 50,000^       |
| 영국 (BPI)                                                                                   | 플래티넘    | 300,000^      |
| 영국 (BPI) Video – 30th Anniversary Edition                                                  | 플래티넘    | 50,000^       |
| 미국 (RIAA)                                                                                  | 7× 플래티넘 | 7,000,000     |
| *판매량을 기반으로 한 인증 · ^출하량을 기반으로 한 인증 · 판매량+스트리밍을 기반으로 한 인증 |             |               |